# Ommoordse busbaan
De Ommoordse busbaan was een van de eerste volledig van het overige verkeer gescheiden, ook voor voetgangers en fietsers, speciaal voor lijndiensten aangelegde busbaan in de Rotterdamse wijk Ommoord.
De busbaan werd geopend op 3 januari 1972 en was bestemd voor RET buslijn 35 en buslijn 37.
De busbaan, ook een straat met een officieel straatnaambord, was aangelegd op een aarden baan op het toekomstige tracé van de geplande metro van de RET. De busbaan liep van de President Rooseveltweg over de Björnsonweg, G.B.Shawplaats en verder naar het westen langs het latere station Romeynshof naar het winkelcentrum Binnenhof met een lus nabij de Max Planckplaats. Vanaf 3 april 1978 kwam er een stukje busbaan bij voor lijn 35 naar de John Mottweg.
Bij de start van de werkzaamheden voor de aanleg van de sneltram op 12 maart 1979 werd de busbaan buiten gebruik gesteld en reden de bussen weer via de gewone weg, niet meer centraal dwars door de wijk maar over de rondwegen om de wijk. De baan was in de loop der jaren voldoende ingeklinkt en behoefde, in tegenstelling tot de rest van het tracé, niet te worden onderheid.
De Ommoordse busbaan kreeg in later jaren navolging van onder meer het busbanenstelsel in Almere, Enschede en bijvoorbeeld de Zuidtangent. Net als de Zuidtangent was de Ommoordse busbaan op voorhand geschikt voor latere railexploitatie.